# Galder Gaztelu-Urrutia
 (octobre 2024).
Galder Gaztelu-Urrutia, né le 30 janvier 1974 à Bilbao est un réalisateur espagnol. En 2019, il réalise La Plateforme, son premier long-métrage, ainsi que sa suite, La Plateforme 2, en 2024.

## Filmographie

### Longs métrages
- 2019 : La Plateforme
- 2024 : La Plateforme 2
- 2024 : La Fièvre de l'argent (en)

### Courts métrages
- 2004 : 913
- 2011 : La casa del lago